# ハーテビースト
ハーテビースト (Alcelaphus buselaphus) は、哺乳綱偶蹄目（鯨偶蹄目とする説もあり）ウシ科ハーテビースト属に分類される偶蹄類。現生種では本種のみでハーテビースト属を構成する。

## 分布
アンゴラ、ウガンダ、エチオピア、ガーナ、カメルーン、ギニア、ギニアビサウ、ケニア、コートジボワール、コンゴ民主共和国、ザンビア、ジンバブエ、セネガル、タンザニア、トーゴ、チャド、中央アフリカ共和国、ナイジェリア、ナミビア、ニジェール、ブルキナファソ、ベニン、ボツワナ、マリ共和国、南アフリカ共和国、南スーダン
エリトリアでは絶滅したと考えられている。アルジェリア、イスラエル、エジプト、ガンビア、ソマリア、チュニジア、ブルンジ、モロッコ、ヨルダン、レソトでは絶滅。

## 形態
頭胴長（体長）175 - 245センチメートル。尾長45 - 70センチメートル。体高110 - 145センチメートル。背は、肩から腰にかけて傾斜する。喉や顎の体毛は、伸長しない。
頭部は細長く、眼後部に筒状の隆起（角座）がある。雌雄共に、角がある。角は前から見ると、アルファベットの「U」や「V」字状。横から見るとアルファベットの「S」字状で、先端付近を除いて節がある。

## 分類
亜種を独立種とする説もある。
以下の亜種の分類・英名・分布は、IUCN (2017) に、和名はMurray・今泉訳 (1986) に従う。
†Alcelaphus buselaphus buselaphus (Pallas, 1766) キタハーテビースト Bubal hartebeest（絶滅亜種）
アルジェリア、イスラエル、エジプト、チュニジア、モロッコ、ヨルダン、リビアに分布していた。
Alcelaphus buselaphus caama (É. Geoffroy Saint-Hilaire, 1803) カーマハーテビースト Red hartebeest
アンゴラ、ナミビア、ボツワナ、南アフリカ共和国。レソトでは絶滅。エスワティニ、ジンバブエに再導入。
Alcelaphus buselaphus cokii Günther, 1884 コンゴニハーテビースト Coke's hartebeest, Kongoni
ケニア、タンザニア
Alcelaphus buselaphus lelwel (Heuglin, 1877) レルウェルハーテビースト Lelwel hartebeest
エチオピア、カメルーン、コンゴ民主共和国、スーダン、タンザニア、チャド、中央アフリカ共和国、ベニン、南スーダン。ケニアでは絶滅。
Alcelaphus buselaphus lichtensteinii (Peters, 1849)  Lichtenstein's hartebeest
アンゴラ、ザンビア、ジンバブエタンザニア、マラウイ、モザンビーク。ブルンジでは絶滅。
角座が不明瞭。
独立種コンジハーテビーストSigmoceros lichtensteiniiとしたうえで、コンジハーテビースト属Sigmocerosに分類する説もあった。
Alcelaphus buselaphus major (Blyth, 1869) ニシハーテビースト Western hartebeest
ガーナ、カメルーン、ギニア、ギニアビサウ、コートジボワール、セネガル、トーゴ、チャド、中央アフリカ共和国、ナイジェリア、ニジェール、ブルキナファソ、ベニン、マリ共和国
Alcelaphus buselaphus swaynei (Sclater, 1892) ソマリハーテビースト Swayne's hartebeest
エチオピア。ソマリアでは絶滅。
Alcelaphus buselaphus tora Gray, 1873 トーラハーテビースト Tora hartebeest（絶滅亜種？）
エリトリア、エチオピア、スーダン

## 生態
藪地や林が点在する草原に生息する。1頭のオスと、複数頭のメスからなる群れを形成する。乾季になると、数百頭から数千頭に達する大規模な群れを形成することもある。
イネ科の草本などを食べる。
妊娠期間は8か月。1回に1頭の幼獣を産む。

## 人間との関係
宅地開発による生息地の破壊、食用の狩猟やスポーツハンティング、家畜との競合などにより、生息数は減少している。
A. b. buselaphus キタハーテビースト
1945 - 1954年に絶滅した。
EXTINCT (IUCN Red List Ver. 3.1 (2001))
A. b. caama カーマハーテビースト
2017年現在、生息数は増加傾向にある。
LEAST CONCERN (IUCN Red List Ver. 3.1 (2001))

A. b. cokii コンゴニハーテビースト、A. b. lichtensteinii
LEAST CONCERN (IUCN Red List Ver. 3.1 (2001))

A. b. lelwel レルウェルハーテビースト、A. b. swaynei ソマリハーテビースト
ENDANGERED (IUCN Red List Ver. 3.1 (2001))

A. b. major ニシハーテビースト
VULNERABLE (IUCN Red List Ver. 3.1 (2001))

A. b. tora トーラハーテビースト
2017年現在では、2000年代以降の確認例がなく絶滅した可能性がある。
CRITICALLY ENDANGERED (IUCN Red List Ver. 3.1 (2001))